# Честерфилд
Честерфилд (енгл. Chesterfield) је град у Уједињеном Краљевству у Енглеској. Према процени из 2007. у граду је живело 70.710 становника.

## Становништво
Према процени, у граду је 2008. живело 70.710 становника.
| 1981.  | 1991.  | 2001.  |
| ------ | ------ | ------ |
| 73.352 | 71.945 | 70.260 |

## Партнерски градови
- Ставангер
- Дармштат
- Троа